# Marit Kalstad
Marit Kalstad född 30 september 1931, död 25 november 2016, var en norsk barnboksförfattare och översättare, bosatt i Lillehammer.
Hon debuterade 1961 med Vikar søkes, och har skrivit åtta böcker. Hon fick Kultur- och kyrkodepartementets priser för barn- och ungdomslitteratur för Drømmeringen (1964), om att få en lillasyster med Downs syndrom. Hennes senaste bok Week-end blues (1973) är en besk skildring av pendlartillvarons verkningar på en familj. Som översättare har hon bland annat översatt böcker av Gunnel Linde, Anna Cnattingius, Rose Lagercrantz och Runa Olofsson till norska.